# Drużynowy Puchar Świata na Żużlu 2001
Drużynowy Puchar Świata (DPŚ) w sezonie 2001 był pierwszą edycją nowego turnieju. DPŚ zastąpił rozgrywane od 1960 Drużynowe Mistrzostwa Świata. Za gospodarza pierwszego Speedway World Cup wybrano Polskę (półfinały w Gdańsku, baraż i finał we Wrocławiu).

## Zasady
Do udziału w pierwszym DPŚ zgłosiło się 16 reprezentacji narodowych. Osiem z nich wystąpiło w dwóch turniejach eliminacyjnych, z których do turnieju finałowego awansowały po dwa zespoły.
W turnieju finałowych wystąpiło 12 reprezentacji, podzielonych na trzy półfinały po 4 zespoły. Z każdego półfinału do finału awansował tylko zwycięzca. Zespoły z drugich miejsc oraz dwa z trzecich (z większą liczbą punktów) wystąpiły w barażu. Baraż i finał odbywały się w obsadzie 5-osobowej (w biegach startowało po pięciu zawodników – piąta drużyna w jasnozielonych kaskach). Z barażu do finału awansowały dwie najlepsze drużyny.

## Eliminacje

### (1) Lublana
3 czerwca 2001 – Lublana (Słowenia)
| Msc | | Drużyna / Zawodnik                                         | Biegi        | Punkty |
| --- | --- | ---------------------------------------------------------- | ------------ | ------ |
| 1   | | Słowenia                                                   | Słowenia     | 48     |
| 1   | (1) Izak Šantej (2) Jernej Kolenko (3) Ales Dolinar (4) Matej Žagar (17) Matej Ferjan                           | (3,3,3,3,2) (3,u,3,2,2) (1,2,-,-,) (-,1,2,-,3) (3,3,3,3,3) | 14 10 3 6 15 |        |
| 2   | | Rosja                                                      | Rosja        | 45     |
| 2   | (5) Siergiej Darkin (6) Roman Poważny (7) Rinat Mardanszyn (8) Edgar Szastulin (18) brak zawodnika              | (2,3,2,2,3) (3,2,2,3,d) (2,3,2,2,2) (2,2,3,2,3)            | 12 10 11 12  |        |
| 3   | | Włochy                                                     | Włochy       | 25     |
| 3   | (9) Alessandro Dalla Valle (10) Simone Tadiello (11) Andrea Maida (12) Armando Castagna (19) Christian Miotello | (1,3,1,1,2) (1,1,1,-,1) (2,1,1,1,1) (1,2,1,1,1) (1)        | 8 4 6 1      |        |
| 4   | | Ukraina                                                    | Ukraina      | 1      |
| 4   | (13) Aleksander Latosiński (14) Piotr Fedyk (15) Igor Borysenko (16) Igor Epifanow (20) brak zawodnika          | (0,1,0,d,w) (0,0,0,0,d) (0,0,0,0,0) (d,0,0,0,0)            | 1 0          |        |

### (2) Debreczyn
2 czerwca 2001 – Debreczyn (Węgry)
| Msc |                                                                                                | Drużyna / Zawodnik                                    | Biegi     | Punkty |
| --- | ---------------------------------------------------------------------------------------------- | ----------------------------------------------------- | --------- | ------ |
| 1   |                                                                                                | Finlandia                                             | Finlandia | 48     |
| 1   | (13) Kai Laukkanen (14) Kauko Nieminen (15) Joonas Kylmäkorpi (16) Tomi Reima (20) Petri Kokko | (3,3,3,2,1) (3,2,3,2,3) (3,2,3,3,2) (2,2,2,-,-) (2,2) | 12 13 6 4 |        |
| 2   |                                                                                                | Węgry                                                 | Węgry     | 47     |
| 2   | (5) Robert Nagy (6) Norbert Magosi (7) Gabor Szegvari (8) Laszlo Szatmari (18) Zsolt Bencze    | (2,3,3,3,3) (2,3,2,3,3) (1,2,2,2,3) (1,3,1,3,2)       | 14 13 10  |        |
| 3   |                                                                                                | Norwegia                                              | Norwegia  | 14     |
| 3   | (9) Rune Holta (10) Bjorn Hansen (11) Pierre Moen (12) Eivind Reppen (19) brak zawodnika       | (2,-,-,-,-) (3,1,2,1,0) (1,1,0,0,1) (1,0,0,-,1)       | 2 7 3 2   |        |
| 4   |                                                                                                | Łotwa                                                 | Łotwa     | 10     |
| 4   | (1) Denis Popowicz (2) Leonid Paura (3) Stanisław Paura (4) Roman Iwanow (17) brak zawodnika   | (0,0,1,1,1) (0,1,1,0,2) (-,0,-,1,0) (-,1,0,1,0)       | 3 4 1 2   |        |

## Półfinały

### (1) Gdańsk
1 lipca 2001 – Gdańsk (Polska)
| Msc | | Drużyna / Zawodnik                                               | Biegi           | Punkty |
| --- | --- | ---------------------------------------------------------------- | --------------- | ------ |
| 1   | | Polska                                                           | Polska          | 62     |
| 1   | (1) Tomasz Gollob (2) Piotr Protasiewicz (3) Mirosław Kowalik (4) Sebastian Ułamek (5) Krzysztof Cegielski | (3,3,3,3,2) (3,3,3,3,1) (2,2,1,2) (2,3,3,3,3) (3,2,3,3,3)        | 14 13 7 14 14   |        |
| 2   | | Wielka Brytania                                                  | Wielka Brytania | 49     |
| 2   | (1) Mark Loram (2) Carl Stonehewer (3) Lee Richardson (4) Paul Hurry (5) Gary Havelock                     | (3,3,4!,2,2,3) (3,1,1,2,2) (2,2,3,3,d,3) (0,0,-,-) (2,3,1,2,2)   | 17 9 13 0 10    |        |
| 3   | | Finlandia                                                        | Finlandia       | 22     |
| 3   | (1) Kai Laukkanen (2) Kauko Nieminen (3) Joonas Kylmäkorpi (4) Tomi Reima (5) Petri Kokko                  | (1,0,2!,2,1,2) (1,t,1,1,1,1) (1,2,1,2,1,0) (1,0,0,0,0) (1,-,-,-) | 8 5 7 1 1       |        |
| 4   | | Niemcy                                                           | Niemcy          | 15     |
| 4   | (1) Gerd Riss (2) Joerg Pingel (3) Joachim Kugelmann (4) Herbert Rudolf (5) Steffen Mell                   | (0,1,0,0,0) (0,1,0,0,0,-) (2,1,2,2,2!,1) (0,2,0,1,0,0) (0,0,-,-) | 1 10 3 0        |        |

J - Joker: punkty zawodnika mnożone razy dwa

### (2) Gdańsk
2 lipca 2001 – Gdańsk (Polska)
| Msc | | Drużyna / Zawodnik                                                | Biegi         | Punkty |
| --- | --------------------------------------------------------------------------------------------------- | ----------------------------------------------------------------- | ------------- | ------ |
| 1   | | Szwecja                                                           | Szwecja       | 57     |
| 1   | (1) Tony Rickardsson (2) Mikael Karlsson (3) Jimmy Nilsen (4) Niklas Klingberg (5) Andreas Jonsson  | (2,3,3,3,3) (3,2,3,2,2) (3,1,2,2,3) (1,1,2,2,) (2,3,3,3,3)        | 14 12 11 6 14 |        |
| 2   | | Dania                                                             | Dania         | 48     |
| 2   | (1) Nicki Pedersen (2) Hans Clausen (3) Jesper B. Jensen (4) Brian Andersen (5) Bjarne Pedersen     | (0,3,3,6J,1,2) (2,2,d,-,) (2,3,2,1,3,1) (3,3,1,1,2,-) (3,1,2,1,-) | 15 4 12 10 7  |        |
| 3   | | Rosja                                                             | Rosja         | 31     |
| 3   | (1) Roman Poważny (2) Rinat Mardanszyn (3) Siergiej Darkin (4) Eduard Szaichulin (5) Siergiej Kuzin | (0,2,3,3,2,1) (1,0,0,0,-) (3,1,2,3,2) (0,1,0,-,2) (1,2,1,0,1)     | 11 1 11 3 5   |        |
| 4   | | Słowenia                                                          | Słowenia      | 12     |
| 4   | (1) Matej Ferjan (2) Izak Šantej (3) Jernej Kolenko (4) Primoż Klimkowski (5) Primoż Legan          | (1,2,0,w,0,d) (2,0,1,1,1,0) (1,0,1,0,2,u) (0,0,-,0,-) (0,0,0,-)   | 3 5 4 0 0     |        |

J - Joker: punkty zawodnika mnożone razy dwa

### (3) Gdańsk
3 lipca 2001 – Gdańsk (Polska)
| Msc |                                                                                              | Drużyna / Zawodnik                                             | Biegi             | Punkty |
| --- | -------------------------------------------------------------------------------------------- | -------------------------------------------------------------- | ----------------- | ------ |
| 1   |                                                                                              | Australia                                                      | Australia         | 56     |
| 1   | (1) Jason Crump (2) Jason Lyons (3) Leigh Adams (4) Ryan Sullivan (5) Todd Wiltshire         | (3,3,3,3,3) (1,0,1,d) (1,3,3,3,3) (3,3,2,2,3) (3,3,1,3,3)      | 15 2 13 13        |        |
| 2   |                                                                                              | Stany Zjednoczone                                              | Stany Zjednoczone | 41     |
| 2   | (1) Sam Ermolenko (2) Greg Hancock (3) Billy Janniro (4) Brent Werner (5) John Cook          | (2,2,4J,2,0) (2,2,2,2,2) (0,3,0,2,) (3,0,0,3,1) (2,1,3,1,2)    | 10 5 7 9          |        |
| 3   |                                                                                              | Czechy                                                         | Czechy            | 35     |
| 3   | (1) Marian Jirout (2) Bohumil Brhel (3) Michal Makovsky (4) Aleš Dryml (5) Antonín Kasper    | (1,2,2,0,-) (3,2,3,3,0) (0,w,0,-) (2,1,3,1,1) (1,2,2,1,2,1)    | 5 13 0 8 9        |        |
| 4   |                                                                                              | Węgry                                                          | Węgry             | 16     |
| 4   | (1) Robert Nagy (2) Attila Stefani (3) Norbert Magosi (4) Laszlo Szatmari (5) Gabor Szegvari | (2,0,1,1,4J,1) (1,1,1,0,1,0) (t,1,1,0,0) (0,1,0,w,-) (0,0,-,0) | 9 4 2 1 0         |        |

J - Joker: punkty zawodnika mnożone razy dwa

## Baraż
W barażu wystąpiły zespoły z drugich miejsc (Wielka Brytania, Dania i Stany Zjednoczone) oraz dwa zespoły z lepszą zdobyczą punktową z trzecich miejsc (Czechy 35 pkt i Rosja 31 pkt). Finlandia w półfinale zdobyła jedynie 22 punkty i nie awansowała z trzeciego miejsca.

### Wrocław
5 lipca 2001 – Wrocław, Stadion Olimpijski (Polska)
| Msc |                                                                                                   | Drużyna / Zawodnik                                                   | Biegi             | Punkty |
| --- | ------------------------------------------------------------------------------------------------- | -------------------------------------------------------------------- | ----------------- | ------ |
| 1   |                                                                                                   | Dania                                                                | Dania             | 66     |
| 1   | (1) Nicki Pedersen (2) Hans Clausen (3) Bjarne Pedersen (4) Jesper B. Jensen (5) Brian Andersen   | (3,4,4,3,4) (2,4,4,2,1) (2,2,2,1,2) (4,4,3,0,3) (4,2,1,3,2)          | 18 13 9 14 12     |        |
| 2   |                                                                                                   | Stany Zjednoczone                                                    | Stany Zjednoczone | 65+4   |
| 2   | (1) Greg Hancock (2) Sam Ermolenko (3) Brent Werner (4) Billy Janniro (5) John Cook               | (4,3,4,4,4) (4,4,3,8J,4,w) (3,0,0,1,4) (2,0,-,1,1) (2,1,1,4,3)       | 19+4 23 8 4 11    |        |
| 3   |                                                                                                   | Wielka Brytania                                                      | Wielka Brytania   | 65+3   |
| 3   | (1) Mark Loram (2) Carl Stonehewer (3) Lee Richardson (4) Paul Hurry (5) Gary Havelock            | (2,4,2,2,4J,4) (1,3,3,3,3,3) (4,3,3,3,2) (w,-,-,-,2) (3,3,2,3,3)     | 18+3 16 15 2 14   |        |
| 4   |                                                                                                   | Czechy                                                               | Czechy            | 42     |
| 4   | (1) Antonín Kasper (2) Bohumil Brhel (3) Ales Dryml (4) Marian Jirout (5) Michal Makovsky         | (1,2,0,2,1,4) (3,6J,3,0,4,S) (0,2,0,3,4,d) (3,d,1,d,1,2) (w,-,-,-,-) | 10 16 9 7 0       |        |
| 5   |                                                                                                   | Rosja                                                                | Rosja             | 20     |
| 5   | (1) Roman Poważny (2) Siergiej Darkin (3) Eduard Shaihullin (4) Oleg Kurguskin (5) Siergiej Kuzin | (0,1,2,2J,w,0) (d,1,2,3,0) (1,1,w,1,0) (t,0,-,0,1) (1,1,1,0,2)       | 5 6 3 1 5         |        |

J - Joker: punkty zawodnika mnożone razy dwa

## Finał

### Wrocław
7 lipca 2001 – Wrocław, Stadion Olimpijski (Polska)
| Msc | | Drużyna / Zawodnik                                              | Biegi             | Punkty |
| --- | --- | --------------------------------------------------------------- | ----------------- | ------ |
| 1   | | Australia                                                       | Australia         | 68     |
| 1   | (1) Jason Crump (2) Todd Wiltshire (3) Craig Boyce (4) Ryan Sullivan (5) Leigh Adams                       | (4,4,4,4,4) (3,0,3,2,2) (3,1,3,1,1) (4,0,4,2,3) (3,4,2,3,4)     | 20 10 9 13 16     |        |
| 2   | | Polska                                                          | Polska            | 65     |
| 2   | (1) Krzysztof Cegielski (2) Piotr Protasiewicz (3) Tomasz Gollob (4) Sebastian Ułamek (5) Jacek Krzyżaniak | (2,2,1,2,4) (2,1,1,2,3) (4,3,8J,4,4,4) (t,4,2,4,3) (1,-,1,3,w)  | 11 9 27 13 5      |        |
| 3   | | Szwecja                                                         | Szwecja           | 51     |
| 3   | (1) Jimmy Nilsen (2) Mikael Karlsson (3) Tony Rickardsson (4) Niklas Klingberg (5) Andreas Jonsson         | (0,3,4,0,d) (c,1,4,1,2,0) (4,3,3,4,3) (3,3,d,3,1) (4,4,w,1,-)   | 7 8 17 10 9       |        |
| 4   | | Dania                                                           | Dania             | 44     |
| 4   | (1) Nicki Pedersen (2) Bjarne Pedersen (3) Hans Clausen (4) Jesper B. Jensen (5) Brian Andersen            | (1,2,2,3,4,4) (1,-,3,1,1) (0,1,2,1,2) (2,2,0,0,1) (4,2,0,2,3)   | 16 6 5 11         |        |
| 5   | | Stany Zjednoczone                                               | Stany Zjednoczone | 30     |
| 5   | (1) Greg Hancock (2) Billy Hamill (3) Brent Werner (4) Billy Janniro (5) John Cook                         | (3,0,2,0,3,1) (4,3,1,3,d,2) (1,0,1,0,-) (1,0,-,0,0) (0,1,2,d,2) | 9 13 2 1 5        |        |

J - Joker: punkty zawodnika mnożone razy dwa

## Klasyfikacja końcowa
| Msc | Drużyna           |
| --- | ----------------- |
| 1.  | Australia         |
| 2.  | Polska            |
| 3.  | Szwecja           |
| 4.  | Dania             |
| 5.  | Stany Zjednoczone |
| 6.  | Wielka Brytania   |
| 7.  | Czechy            |
| 8.  | Rosja             |
| 9.  | Finlandia         |
| 10. | Węgry             |
| 11. | Niemcy            |
| 12. | Słowenia          |